# Bolesław Jerzykiewicz
Bolesław Jerzykiewicz (ur. 1839 w Szamotułach, zm. 8 września 1902 w Poznaniu) – polski botanik, pedagog i społecznik, uczestnik powstania styczniowego.

## Życiorys
Był synem kupca Jana Nepomucena Jerzykiewicza oraz Emilii z Krajewskich. Rodzina żyła w skromnych, wręcz biednych warunkach. W 1842 zmarł mu ojciec i matka pozostała sama z czwórką dzieci. W 1860 (dzięki pomocy brata) ukończył Gimnazjum św. Marii Magdaleny w Poznaniu. W następnych latach studiował na Uniwersytecie Wrocławskim. Podczas powstania styczniowego przekroczył granicę zaborów i walczył przeciwko Rosjanom. Zatrzymany został przez Prusaków po przegranej bitwie pod Ignacewem, kiedy przekraczał ponownie granicę Królestwa Kongresowego i Wielkiego Księstwa Poznańskiego. 10 maja 1863 odesłano go do matki, do Żernik. Za udział w powstaniu skreślono go z listy studentów wrocławskiego Uniwersytetu. Pojechał wówczas do Berlina, a następnie do Paryża. Uczęszczał tam na zajęcia z języka i literatury francuskiej (Sorbona i Collège de France). W 1866 zdał państwowy egzamin nauczycielski w Berlinie i przez następne 33 lata pracował jako pedagog w Poznaniu. Posiadał szerokie zainteresowania botaniczne, co wykorzystał wydając podręcznik do botaniki w języku polskim i niemieckim (Botanik für höher Lehranstalten), który pruskie władze zatwierdziły do powszechnego użytku w szkołach. W 1882 wydał w Poznaniu pod pseudonimem Tadeusz Buława komedię Życie nad stan (wydawcą był Jan Konstanty Żupański). Wraz z żoną (Anielą z Mierosławskich herbu Leszczyc) prowadził w Poznaniu Koło Towarzyskie organizujące zabawy i imprezy taneczne.

## Życie prywatne
Miał braci: Władysława (przedsiębiorcę, ur. 1837) i Wincentego (ur. 1842). Z Anielą z Mierosławskich (1852-1915) wziął ślub w poznańskim kościele św. Wojciecha w 1870. Nie mieli dzieci. Żona wyszła ponownie za mąż za Mariana Grabskiego z Grabu herbu Wczele (1846-1919).